# Request + Line
"Request Line" é uma canção do grupo norte-americano de hip hop, the Black Eyed Peas. O single, de 2001, é o quarto lançado a partir de seu segundo álbum, Bridging the Gap (2000) e possui participação de Macy Gray. Este single foi o último lançado pelo grupo antes da entrada de Fergie e fez com que eles entrassem pela primeira vez no top 40 de muitos países no mundo.

## Faixas do single
CD

(497 479-2; Lançado: 2001)
1. "Request Line" (Versão do Álbum) - 3:53
2. "Request Line" (Remix de Will.I.Am) - 4:22
3. "Request Line" (Remix de Track Masters) - 3:51
4. "Request Line" (Videoclipe)

## Videoclipe
O clipe foi dirigido por Joseph Kahn. 
 O vídeo começa com objetos luminosos, um telefone sendo pego e uma placa luminosa que diz "On Air" ("No Ar"). O clipe conta com Macy Gray atrás de uma mesa de DJ. Os três membros do grupo são vistos em um banheiro com banheira, pia e toalete transparentes e sentados com Macy Gray no sofá.

## Desempenho nas Paradas
A canção entrou nas paradas de seis países. As maiores posições alcançadas foram 10 na Nova Zelândia e 21 na Austrália.

### Posições
| Paradas (2001)                                   | Melhor posição |
| ------------------------------------------------ | -------------- |
| Alemanha - Parada de Singles                     | 85             |
| Austrália - Parada de Singles                    | 21             |
| Estados Unidos - Billboard Hot 100 Singles       | 63             |
| Estados Unidos - Billboard Hot R&B/Hip-Hop Songs | 51             |
| Estados Unidos - Billboard Hot Rap Tracks        | 2              |
| Estados Unidos - Billboard Rhythmic Top 40       | 35             |
| Estados Unidos - Billboard Top 40 Mainstream     | 34             |
| Nova Zelândia - Parada de Singles                | 10(2s)         |
| Países Baixos - Parada de Singles Top 100        | 86             |
| Reino Unido - UK Singles Chart                   | 31             |
| Reino Unido - UK Top 40 R&B                      | 8              |